# Glen Baxter
Glen Baxter (ofta kallad "Colonel Baxter"), född 4 mars 1944 i Leeds, är en brittisk serieskapare, känd för sina surrealistiska och absurda teckningar. Han är utbildad vid Leeds College of Art. Hans skämtteckningar har i Sverige tidigare bland annat publicerat i serietidningen Larson!.

## Böcker
- The Impending Gleam (1981)
- His Life: The Years of Struggle (1983)
- Atlas, Le dernier terrain vague  (1983)
- L'heure du thé (1990)
- Welcome to the Weird World of Glen Baxter (1989)
- Ma vie: le jeunes années (1990)
- The Billiard Table Murders (1990)
- Glen Baxter Returns to Normal (1992) (Retour à la normale, 1992)
- The Collected Blurtings of Baxter (1994)
- The Further Blurtings of Baxter (1994)
- The Wonder Book of Sex  (1995) (Wundersame Welt der Erotik, 1996, och Le livre de l'amour, 1997).
- Glen Baxter's Gourmet Guide (1997)
- Blizzards of Tweed (1999)
- Meurtres a la Table de Billard (2000)
- Trundling Grunts (2002)
- The Unhinged World of Glen Baxter (2002)